# Каледонія (Шотландія)

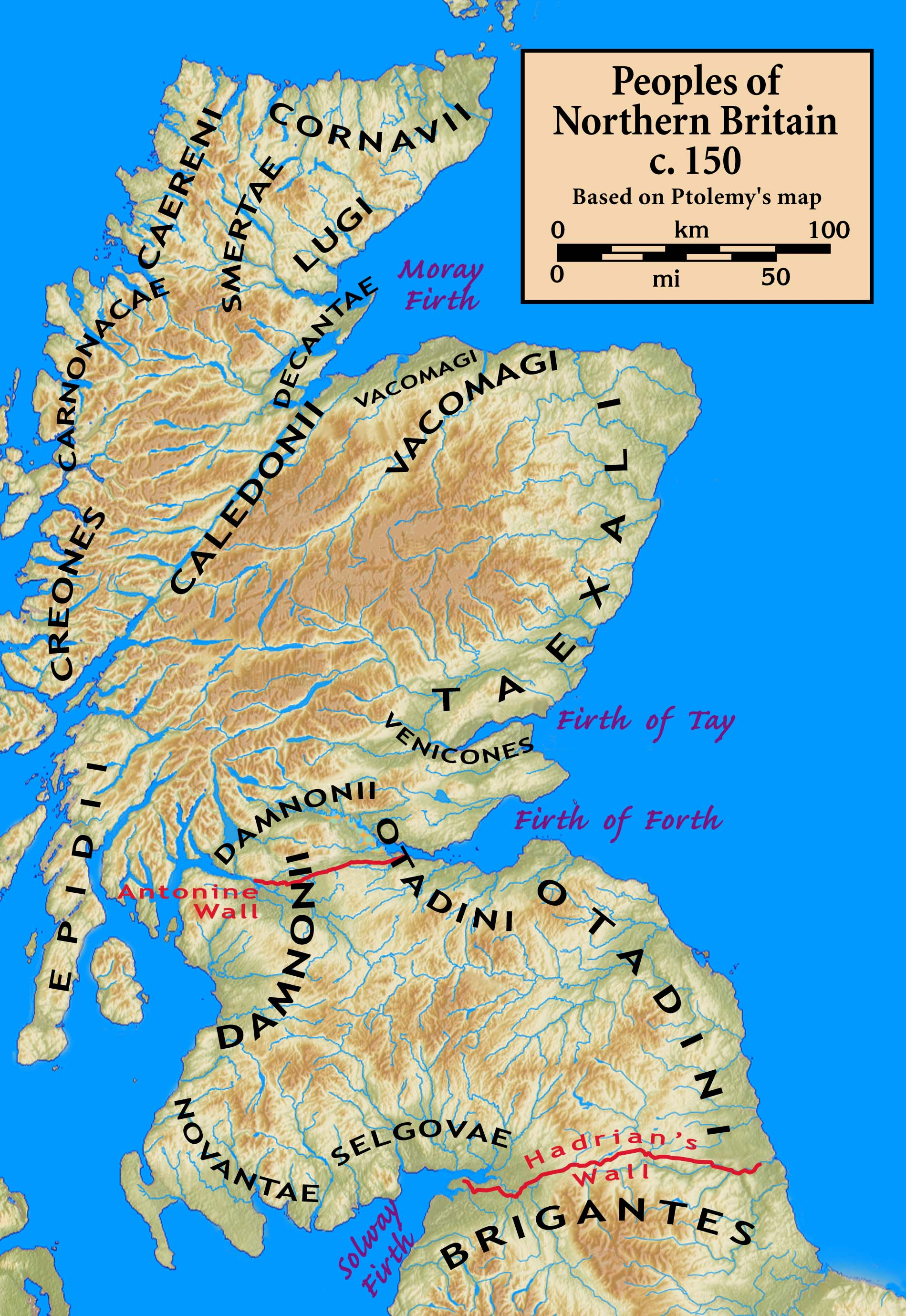
Карта населення північної Британії, заснована на свідченнях Птолемея

Каледонія — давня назва північної частини острова Велика Британія, на північ від валу Адріана або валу Антонія, ототожнюється з нинішньої Шотландією.

## Етимологія
Етимологія слова «Каледонія» не ясна; його зближують з кімрським Celydd — «лісиста огорожа», з ірландським  Caill — «дрова» і з Gael, англійською назвою кельтів і кельтської мови. З іншого боку, назву Каледонія також пов'язують з племенами каледонців і дікалідононів, обидва з яких належали до докельтського населення.

## Населення
Про Каледонію писали багато античних авторів: Діон, Амміан Марцеллін, Птолемей. Вони згадують племена, які населяли Каледонію: каледони, дікалідони, вертуріони, меати, вакомаги, венікони, тексалі, епідії, креони, деканти, керени, смертни, луги, корнавії. Вважається, що ці племена розділялись на дві етнічних групи різного походження — межа між ними проходила через Грампіанські гори. Збереглися залишки давніх споруд Каледонії — руїни укріплень, фортець і так званих «брохів» — круглих кам'яних башт.

## Історія
Каледонський ліс на північному кордоні римської Британії вперше згадується в «Природній історії» Плінія. Потім слово «Каледонія» зустрічається у Тацита, в оповіданні про походи Агріколи. У 83 або 84 році вождь племен Каледонії Галгак, був розбитий вщент Агріколою і втратив 10 000 убитими. При Антоніні успішно бився з каледонцями Лоллій Урбік, який побудував так званий вал Антоніна. Імператор Септимій Север у 209 році провів переможну кампанію в Каледонії, але з його смертю в 211 році провінція була залишена.
Пізніше Каледонія зникає з творів письменників; на сцену виступають пікти (з кінця III ст.), а також скоти, атакоти і сакси (з 367). У 370 році після перемог над піктами римський військовик (коміт Британії) Феодосій Старший заснував в межах Каледонії провінцію Валентія (на честь імператора Валентиніана I). Відтоді в офіційних паперах імперії Каледонію заміняє термін Валентія, хоча назви племен (піктів та ін.) залишається.